# بپوتاستین
بپوتاستین (انگلیسی: Bepotastine) یک آنتی هیستامین نسل دوم است. این دارو برای استفاده در درمان رینیت آلرژیک و کهیر/خارش تایید شده است.

## فارماکولوژی
بپوتاستین به عنوان محلول چشمی و قرص خوراکی در دسترس است. این دارو یک آنتاگونیست مستقیم گیرنده H1 است که آزاد شدن هیستامین از ماست سل ها را مهار می‌کند. عوارض جانبی رایج عبارتند از: سوزش چشم، سردرد، طعم ناخوشایند و نازوفارنژیت. راه اصلی دفع آن از راه ادرار است که ۹۰-۷۵ درصد بدون تغییر دفع می‌شود.